# En ropsång till Gud
En ropsång till Gud är en psalm med text är skriven av Habackuk och musiken är skriven av Karin Rehnqvist.

## Publicerad som
- Nr 895 i Psalmer i 2000-talet under rubriken "Kyrkan, Anden - människor till hjälp".
- Nr 912 i Sång i Guds värld Tillägg till Svensk psalmbok för den evangelisk-lutherska kyrkan i Finland 2015 under rubriken "Kris och katastrof".